# 比安卡·施密特
比安卡·施密特（德語：Bianca Schmidt，1990年1月23日—），德国女子足球运动员，司职中场。她曾代表德国国家队参加2011年和2015年国际足联女子世界杯，其中2015年世界杯获得第四名。